# Поляков Максим Анатолійович
Максим Анатолійович Поляков (нар. 23 квітня 1982, Умань, Черкаська область, Українська РСР) — український політик. З 12 березня 2014 року — член Національної комісії, що здійснює державне регулювання у сфері ринків фінансових послуг. З 25 листопада 2014 року — обраний народним депутатом VIII скликання за виборчим списком партії Народний фронт. Член МДО «Депутатський контроль». Фігурант резонансної корупційної «бурштинової справи».

## Освіта
Закінчив Уманський педагогічний університет ім. Тичини (з відзнакою) за спеціальністю «Фінанси» у 2004 році, а також аспірантуру за спеціальністю «Економіка та управління національним господарством» у 2008 році.
Кандидат економічних наук.

## Трудова діяльність
З вересня 2004 по вересень 2008 — аспірант Уманського державного педагогічного університету ім. П. Тичини.
З вересня 2006 по січень 2007 — начальник відділу експорту ПП «Імпексагро».
З квітня по листопад 2008 — директор Товариства з обмеженою відповідальністю «Квадро Авто Груп».
З жовтня по серпень 2010 — викладач кафедри економіки і менеджменту Уманської філії Європейського університету.
З вересня 2010 по жовтень 2011 — викладач кафедри економіки підприємства‚ фінансів і туризму Уманського педагогічного університету ім. Тичини.

## Політика
З жовтня 2011 по червень 2012 — заступник міського голови з питань діяльності виконавчих органів Уманської міської ради, член виконавчого комітету Уманської міськради. З червня 2012 по березень 2014 — експерт ГО Фронт змін.
2012 року балотувався до Верховної Ради VII скликання від партії Батьківщина як безпартійний за 200 округом (Черкаська область). З 2012 до 2014 року — експерт ГО «Фронт Змін».
З 12 березня дог 19 листопада 2014 року був членом комісії з державного регулювання ринків фінансових послуг.
З 25 листопада 2014 до 29 серпня 2019  — народний депутат VIII скликання від партії «Народний фронт».
Був одним з 59 депутатів, що підписали подання, на підставі якого Конституційний суд України скасував статтю Кримінального колексу України про незаконне збагачення, що зобов'язувала держслужбовців давати пояснення про джерела їх доходів і доходів членів їх сімей. Кримінальну відповідальність за незаконне збагачення в Україні запровадили у 2015 році. Це було однією з вимог ЄС на виконання Плану дій з візової лібералізації, а також одним із зобов'язань України перед МВФ, закріпленим меморандумом.
2019 року балотувався до Верховної Ради по 101 округу (Кіровоградська область) як безпартійний самовисуванець.

## Розслідування

### Бурштинова справа
В червні—липні 2017 разом з депутатом Борисом Розенблатом фігурував як підозрюваний в матеріалах розслідування корупції бурштинової справи. 11 липня 2017 року позбавлений недоторканності за поданням Генерального Прокурора України.
21 липня 2017 року Солом'янський районний суд міста Києва встановив Полякову заставу у 304 тис. грн та зобов'язання носити електронний браслет, не залишати без повідомлення слідчих Київ і Умань та здати закордонні паспорти. 25 липня Поляков вніс заставу, але не з'явився до поліції для отримання браслету.
28 липня 2017 року глава САП Назар Холодницький заявив, що Полякову вдруге не одягли браслет, однак це вдалося зробити 23 серпня того ж року.

### Компенсація за житло
У червні 2020 року Полякова звинуватили у тому, що 2018—2019 року він незаконно отримав 367 тис. грн компенсації за житло як народний депутат, а також у недостовірному декларуванні. За даними слідства, з лютого 2018 по серпень 2019 року Поляков отримував компенсацію за оренду номеру в готелі «Київ», хоча з 2016 року проживав у власній київській квартирі.
18 квітня 2024 року, ВАКС визнав винним екснардепа Максима Полякова в незаконному отриманні компенсації за житло. Слідство встановило, що у 2018−2019 роках Поляков отримав 367,2 тисячі гривень компенсації за користування номером у готелі «Київ». Як з’ясувалося, екснардеп при цьому фактично жив у власній столичній квартирі, а отже, не мав права претендувати на компенсацію. Суд призначив йому 3 (три) роки випробувального терміну і 17 тис. грн штрафу. Вирок не набув законної сили й може бути оскаржений протягом 30 днів до Апеляційної палати ВАКС.

## Цікаві факти
- У вересні 2016 року Поляков подарував Уманському відділу поліції два автомобілі «Рено», незважаючи на те, що згідно з декларацією за 2015 рік він вказав 76747 гривень, які були його заробітною платою[10].

## Сім'я
- Дружина Маргарита Геннадіївна Полякова (Лещенко), син Матвій.